# Ernst Leonard Lindelöf
Ernst Leonard Lindelöf (7. března 1870 Helsinky, Finsko, tehdy Ruská říše – 4. června 1946, Helsinky, Finsko) byl finský matematik. Zabýval se především topologií a matematickou analýzou. Je po něm pojmenována třída topologických prostorů známá jako Lindelöfovy prostory.